# Bahnhof Wilhelmshaven
Der Bahnhof Wilhelmshaven (bis 2011: Wilhelmshaven Hauptbahnhof) ist der Personenbahnhof der niedersächsischen Stadt Wilhelmshaven. Die jetzige Bahnhofsanlage ist als Kopfbahnhof ausgeführt, wobei die flankierenden Gebäude Teile eines Einkaufszentrums sind. 

## Geschichte
Der Bahnhof wurde gemeinsam mit der Bahnstrecke Oldenburg–Wilhelmshaven am 3. September 1867 fahrplanmäßig in Betrieb genommen. Das heutige Bahnhofsgebäude ist Teil der Nordseepassage, einer großen Einkaufspassage im Zentrum von Wilhelmshaven, die auf dem ehemaligen Gelände des alten Bahnhofs und des zentralen Busbahnhofs entstand. Der gesamte Gebäudekomplex mit dem Bahnhof konnte im September 1997 eingeweiht werden, nachdem das alte Empfangsgebäude und die Güterverkehrsanlagen abgerissen wurden.

## Lage und Aufbau

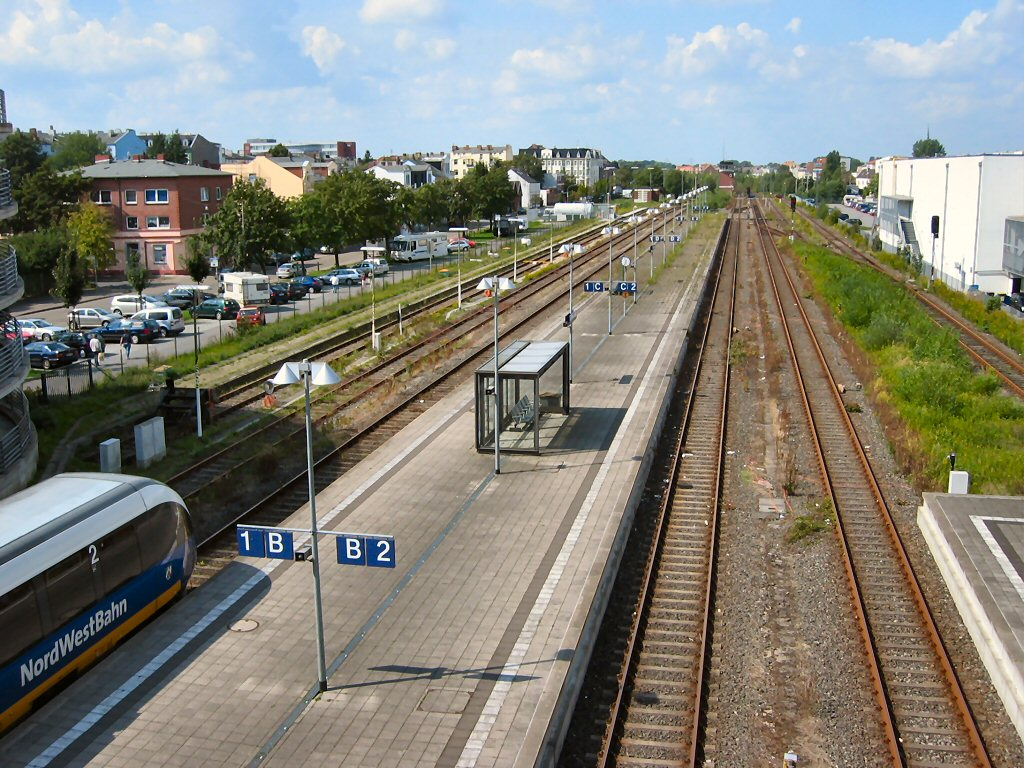
Bahnsteige mit Blickrichtung Westen, 2007

Der Bahnhof, der sich zentral in der Wilhelmshavener Innenstadt befindet, besitzt zwei teilweise überdachte Bahnsteige, von denen der Bahnreisende direkt unter das Dach der Nordseepassage gelangt und den daran angrenzenden zentralen Busbahnhof (ZOB) trockenen Fußes erreichen kann. Zwischen 22 Uhr und 6 Uhr ist der Zugang zu den Bahnsteigen nur durch einen Nachteingang möglich. Das ehemalige Empfangsgebäude wurde abgerissen, die Güterverkehrsanlagen entfernt.

## Verbindungen
Der Wilhelmshavener Bahnhof ist Endpunkt der Bahnstrecke Oldenburg–Wilhelmshaven. Von Wilhelmshaven verkehren drei Linien:
| Linie                    | Linienverlauf | Takt                              | Betreiber    | Anmerkungen                                               |
| ------------------------ | --- | --------------------------------- | ------------ | --------------------------------------------------------- |
| RE 18                    | Wilhelmshaven – Varel (Oldb) – Oldenburg (Oldb) Hbf – Cloppenburg – Bramsche – Osnabrück Hbf                           | 060 min                           | NordWestBahn | Mo–Fr in der HVZ Verdichtung auf 30-Minuten-Takt mit RS 3 |
| RB 59                    | Wilhelmshaven – Sande – Schortens – Jever – Wittmund – Burhafe – Esens                                                 | 060 min                           | NordWestBahn |                                                           |
| RS 3                     | Oldenburg (Oldb) Hbf – Rastede – Jaderberg – Varel (Oldb) – Sande – Wilhelmshaven Stand: Fahrplanwechsel Dezember 2023 | 120/180 min (wochentags tagsüber) | NordWestBahn | Nur Mo–Fr in der HVZ, 30-Minuten-Takt mit RE 18           |
| Stand: 11. Dezember 2022 | |                                   |              |                                                           |

Die NordWestBahn betreibt die Linien nach Osnabrück und Esens seit dem 5. November 2000 und setzt Dieseltriebwagen vom Typ LINT ein. Die Direktverbindung Wilhelmshaven–Oldenburg–Bremen wurde im Februar 2003 eingeführt. Frühere Fernverkehrsverbindungen über Oldenburg nach Bremen (und teilweise über Hannover und Magdeburg nach Dresden oder Lindau) sind mit Betriebsübernahme durch die NordWestBahn weggefallen.
Von Oktober 2011 bis Januar 2013 erfolgte der zweigleisige Ausbau der Bahnstrecke Wilhelmshaven–Oldenburg zur Anbindung des JadeWeserPorts in Wilhelmshaven. Während der Bauarbeiten war die Strecke zwischen Sande und Rastede für den Personenverkehr gesperrt. Es wurde ein Schienenersatzverkehr angeboten. Die Strecken Wilhelmshaven–Oldenburg sowie Sande–JadeWeserPort sind seit Oktober 2022 elektrifiziert.

## Busverkehr

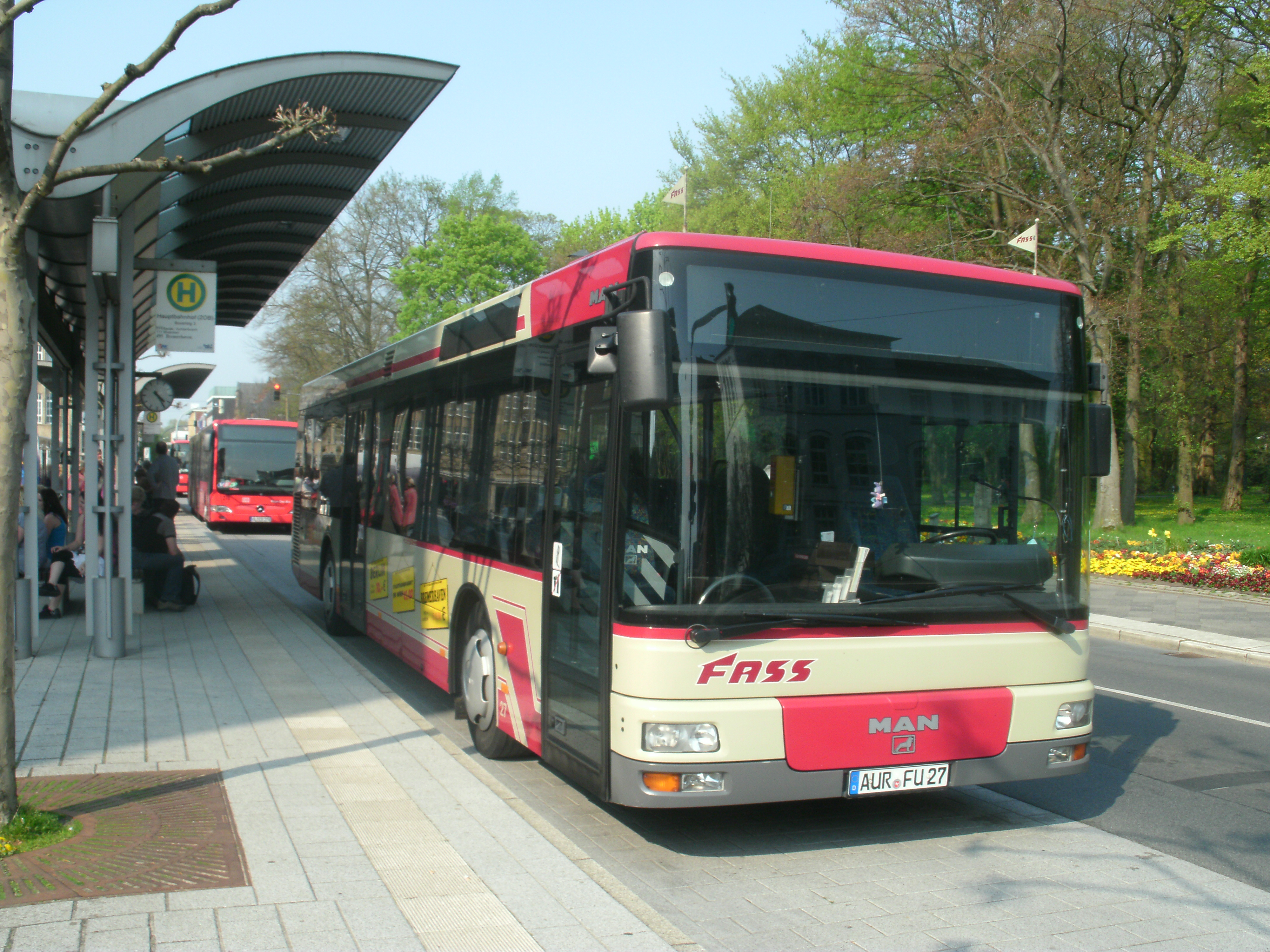
Linienbus nach Wiesmoor (Fass Reisen) am ZOB Wilhelmshaven, dahinter Busse von Weser-Ems Bus, 2011

Einen kurzen Fußweg durch die Nordseepassage entfernt befindet sich der zentrale Omnibusbahnhof von Wilhelmshaven, der Knotenpunkt des ÖPNV ist. Diesen bewerkstelligen je nach Wochentag und Saison bis zu sechs städtische Buslinien der Stadtwerke-Verkehrsgesellschaft Wilhelmshaven (Stand: Jahresfahrplan 2021):
Buslinien der Stadtwerke-Verkehrsgesellschaft Wilhelmshaven am Hauptbahnhof (ZOB)
| Linie | Linienführung | Anmerkung                                                  |
| ----- | --- | ---------------------------------------------------------- |
| 1     | Hauptbahnhof (ZOB) – Pädagogenviertel – Neuengroden – Fedderwardergroden (– Voslapp-Süd) / – Alt-Voslapp                                 |                                                            |
| 2     | Hauptbahnhof (ZOB) – Südstadt – Bant – Rathaus – Heppens – Pädagogenviertel – Sportforum – Klinikum Wilhelmshaven / Hochschule           |                                                            |
| 3     | Hauptbahnhof (ZOB) – City – Bant – Güterstraße – Groß Belt/Heuweg – Wohnstadt West – Maadebogen – Klinikum Wilhelmshaven / Hochschule    | nur mo–sa                                                  |
| 4     | Hauptbahnhof (ZOB) – Jadeviertel – Schaardreieck – Klinikum Wilhelmshaven / Jade-Hochschule – Altengroden – Johann-Sebastian-Bach-Straße |                                                            |
| 6     | Kaiser-Wilhelm-Brücke – Hauptbahnhof (ZOB) – Rathaus – Siebethsburg – Wiesenhof – Voslapp-Süd (– JadeWeserPort)                          |                                                            |
| 8     | Hauptbahnhof (ZOB) – Südstrand | Saisonaler Betrieb Mai bis Oktober bzw. November bis April |

Der städtische Busbetrieb erfolgt in der Hauptverkehrszeit im 20-Minuten-Takt, nach 21 Uhr im Halbstundentakt. Weitere Regionalbuslinien führen u. a. nach Aurich, Jever, Varel, Schillig und Sande (Weser-Ems Bus, Fass Reisen, Bruns-Reisen) sowie Wiesmoor (Fass Reisen). Es gilt der Tarif des Verkehrsverbundes Ems-Jade (VEJ).
Die Stadt ist auch der Ausgangspunkt dreier Fernbuslinien, die Wilhelmshaven unter anderem mit der Hauptstadt Berlin, der Hansestadt Hamburg sowie Bremerhaven verbinden.